# Winston-Salem Open 2013
Winston-Salem Open 2013 byl profesionální tenisový turnaj pořádaný jako součást mužského okruhu ATP World Tour, který se odehrával na otevřených dvorcích s tvrdým povrchem v areálu Wake Forest University. Představoval nástupnický turnaj po událostech na Long Islandu a mužské části New Haven Open at Yale. Konal se mezi 18. až 24. srpnem 2013 v americkém Winston-Salemu, ležícím v Severní Karolíně, jako 45. ročník turnaje.
Turnaj s rozpočtem 658 400 dolarů patřil do kategorie ATP World Tour 250. Jednalo se o poslední pátý díl mužské poloviny letní US Open Series 2013, jakožto závěrečné přípravy před čtvrtým grandslamem sezóny US Open 2013.
Nejvýše nasazeným hráčem ve dvouhře měl být pátý tenista světa Tomáš Berdych z Česka, který se však před zahájením odhlásil pro poranění pravého ramena. Z turnaje také odstoupil americký obhájce titulu John Isner pro zranění kyčle.

## Mužská dvouhra

### Nasazení
| Stát          | Hráč                | ATP1) | Nasazení |
| ------------- | ------------------- | ----- | -------- |
| Česko         | Tomáš Berdych       | 6.    | 1.       |
| Itálie        | Andreas Seppi       | 21.   | 2.       |
| Spojené státy | John Isner          | 22.   | 3.       |
| Španělsko     | Tommy Robredo       | 23.   | 4.       |
| Francie       | Benoît Paire        | 24.   | 5.       |
| Spojené státy | Sam Querrey         | 28.   | 6.       |
| Španělsko     | Fernando Verdasco   | 31.   | 7.       |
| Argentina     | Juan Mónaco         | 32.   | 8.       |
| Rakousko      | Jürgen Melzer       | 33.   | 9.       |
| Ukrajina      | Alexandr Dolgopolov | 37.   | 10.      |
| Finsko        | Jarkko Nieminen     | 39.   | 11.      |
| Česko         | Lukáš Rosol         | 43.   | 12.      |
| Rusko         | Dmitrij Tursunov    | 44.   | 13.      |
| Slovensko     | Martin Kližan       | 45.   | 14.      |
| Francie       | Gaël Monfils        | 49.   | 15.      |
| Španělsko     | Pablo Andújar       | 51.   | 16.      |

- 1) Žebříček ATP k 12. srpnu 2013.[1]

### Jiné formy účasti
Následující hráči obdrželi divokou kartu do hlavní soutěže:
- Tomáš Berdych
- Romain Bogaerts
- Mardy Fish
- Fernando Verdasco

Následující hráči postoupili z kvalifikace:
- Thiemo de Bakker
- David Goffin
- Steve Johnson
- Frederik Nielsen

### Odhlášení
před zahájením turnaje
- Tomáš Berdych
- Carlos Berlocq
- Nikolaj Davyděnko
- Marcel Granollers
- Tommy Haas
- John Isner
- Albert Ramos
- Viktor Troicki
- Horacio Zeballos

### Skrečování
- Thiemo de Bakker
- Mardy Fish
- Jack Sock

## Mužská čtyřhra

### Nasazení
| Stát               | Hráč          | Stát               | Hráč                   | ATP1) | Nasazení |
| ------------------ | ------------- | ------------------ | ---------------------- | ----- | -------- |
| Kanada             | Daniel Nestor | Indie              | Leander Paes           | 28.   | 1.       |
| Indie              | Rohan Bopanna | Francie            | Édouard Roger-Vasselin | 33.   | 2.       |
| Španělsko          | David Marrero | Španělsko          | Fernando Verdasco      | 40.   | 3.       |
| Spojené království | Colin Fleming | Spojené království | Jonathan Marray        | 55.   | 4.       |

- 1) Žebříček ATP k 12. srpnu 2013; číslo je součtem umístění obou členů páru.

### Jiné formy účasti
Následující páry obdržely divokou kartu do hlavní soutěže:
- Eric Butorac /  Frederik Nielsen
- James Cerretani /  Robin Haase

Následující pár nastoupil do turnaje z pozice náhradníka:
- Jaroslav Levinský /  Lu Jan-sun

### Odhlášení
před zahájením turnaje
- Édouard Roger-Vasselin

## Přehled finále

### Mužská dvouhra
- Jürgen Melzer vs.  Gaël Monfils, 6–3, 2–1 (skreč)

### Mužská čtyřhra
- Daniel Nestor /  Leander Paes vs.  Treat Conrad Huey /  Dominic Inglot, 7–6(10), 7–5